# سنغافورة في دورة الألعاب الآسيوية 1974
شَارَكَتْ سنغافورة في دورة الألعاب الآسيوية 1974 التي عُقِدَتْ في مدينة طهران الإيرانية من 1 إلى 16 سبتمبر 1974. حصل رياضيُو سنغافورة على 11 ميدالية إجمالًا، بما في ذلك ميدالية ذهبية واحدة وحلوا في المركز الثالث عشر في جدول الميداليات.